# 埃迪縣 (北達科他州)
埃迪县（英語：Eddy County）是美国北达科他州東部的一個縣，面積1,889平方公里。根據2020年美國人口普查，共有人口2,347人。縣治新罗克福德（New Rockford）。該縣成立於1885年，縣政府成立於1885年4月27日；縣名紀念一位法戈的銀行家Ezra B. Eddy。